# Кантуццілі
Кантуццілі (д/н— бл. 1410 до н. е.) — останній великий цар (руба'ум рабі'ум) Середньохеттського царства.

## Життєпис
Походження достеменно не з'ясовано. Висуваються версії, що він був сином царів Хантілі II, Хуцція II і Муваталлі I. Перший варіант менш імовірний, оскільки після смерті Хантілі II повинен був зайняти трон відповідно до «Наказу Телепіну». Варіант — син Муваталлі I — не знайшов достатніх доказів. Розглядається версія, що Кантуццілі був братом Хімуілі, раб шаке («головного виночерпія»), а вони обидва — сини або небожі Хуцції II. Також висувається гіпотеза, що Кантуццілі був братом Муваталлі I.
Близько 1430 року до н. е. за допомогою Хімуілі повалив Муваталлі I йставновим володарем. Про час правління Кантуццілі вкрай замало відомостей. Ймовірно в це час в державівирувала війна за трон. Вній перемогу здобув Тудхалія II, якоговважають сином Кантуццілі чи Муваталлі I. Напевніше належавдо родичів останнього по жіночій лінії.